# Ядвисин (Легьоновский повет)
Ядвисин [jad'viɕin] (пол. Jadwisin) - деревня в административном районе Гмина Сероцк в Мазовецком воеводстве, на востоке Польши. Находится на расстоянии 5 километров от Сероцка, в 13 километрах к северо-востоку от Легионово и в 30 км. к северу от центра Варшавы (17 км от границы города), расположен у магистрали № 61.
Ядвисин находится невдалеке от реки Нарев, на которой в трёх километрах от Ядвисина находится Зегжинское водохранилище.
Население около 1 000 человек.

## Дворец Радзивиллов

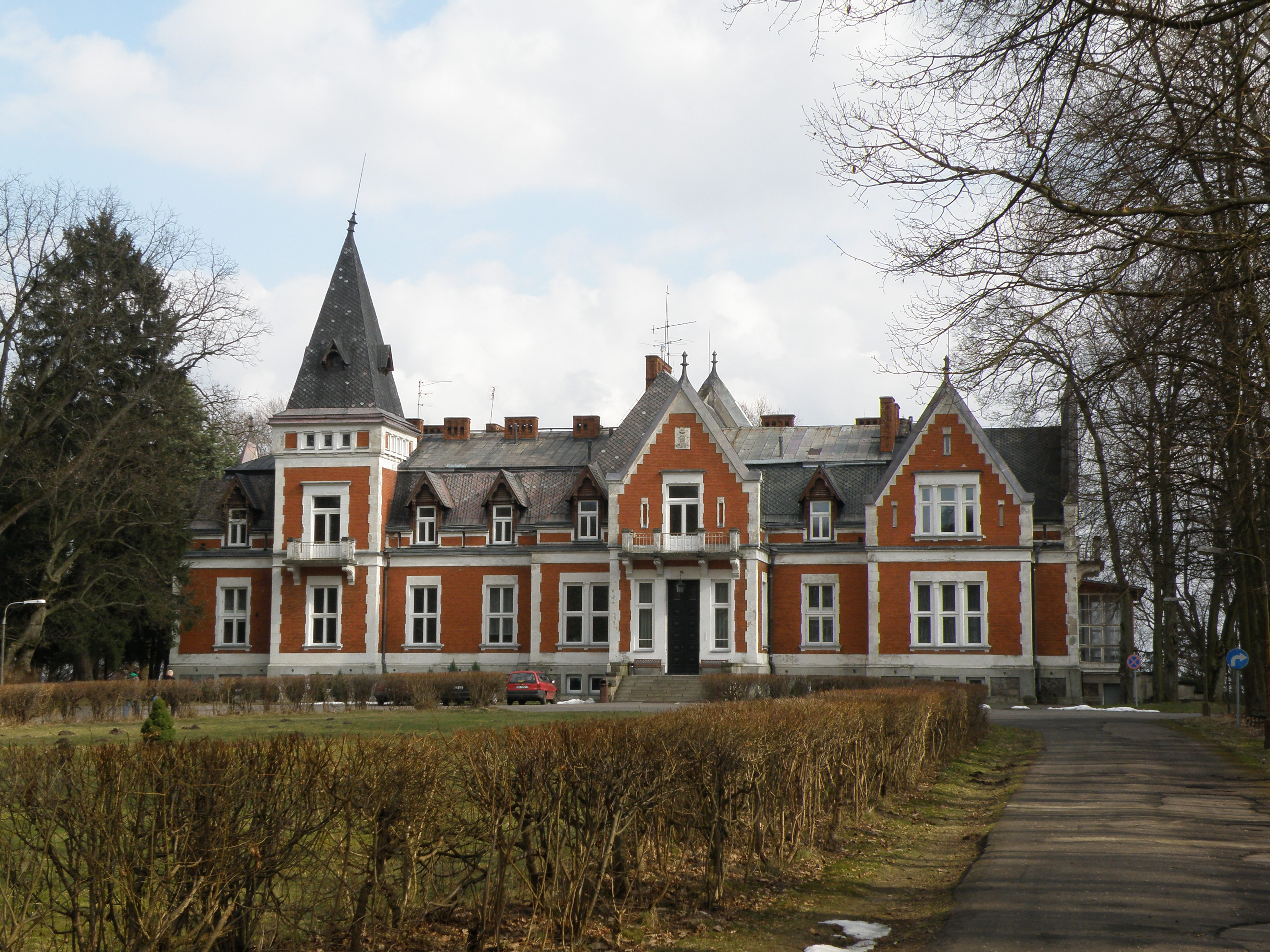
Дворец Радзивиллов

В Ядвисине находится неоклассический дворец Радзивиллов, построенный в 1896—1898 годах.
Дворец был построен в неоклассическом стиле французского возрождения. Дворец окружает парк площадью 10 000 акров, в 200 метрах от него - берег реки Нарев.
До Второй мировой войны он был одной из резиденций Радзивиллов; после войны перешёл к Министерству образования, а с 1960 года использовался Управлением делами председателя совета министров. С 1990-х годов доступен для туристов, а также используется для проведения конференций.